# Доленья-дель-Коллио
Доленья-дель-Коллио (итал. Dolegna del Collio) — коммуна в Италии, располагается в регионе Фриули-Венеция-Джулия, в провинции Гориция.
Население составляет 417 человек (2008 г.), плотность населения составляет 36 чел./км². Занимает площадь 12 км². Почтовый индекс — 34070. Телефонный код — 0481.
Покровителем коммуны почитается святой Иосиф Обручник, празднование 19 марта.

## Демография
Динамика населения:

## Администрация коммуны
- Официальный сайт: http://www.comune.dolegnadelcollio.go.it/